# Alexander Cuevas
Alexander Shafiq Cuevas (ur. 1999) – singapurski zapaśnik walczący w stylu wolnym. 
Zajął dziesiąte miejsce na mistrzostwach Azji w 2025. Srebrny medalista mistrzostw Azji Południowo-Wschodniej w 2025 roku.